# Абхазький ніж
Абхазький ніж (абх. Аҧсуа ҳәызба — аҳәызба — «ніж») — традиційний ніж абхазів. Зазвичай мав клинок довжиною 13-25 см і руків'я 11-12 см. Клинок у розрізі — простий клин, товщина обуха не менше 3 мм. Руків'я з рогу, часто різнобарвна (чорна — ріг тура, буйвола, зі вставками більш світлого рогу або кістки оленя, бика) або ж з горіхового дерева. Форма руків'я ближча до круглої, але все ж трохи приплющена з боків. Ширина руків'я і клинка однакова, приблизно 20-25 мм. Носиться на лівій стороні, витягується двома руками. Не має хрестовини. На голівці руків'я в абхазького ножа є металеве кільце, до якого кріпиться шкіряний темляк для зручності витягування ножа з піхов.

## Історія ножа
Історія походження даного ножа йде корінням у старовину. Абхазький пастушачий і мисливський ніж — дуже старовинне знаряддя, яке зберегло свою форму і зміст практично без змін протягом століть.

## Складові частини ножа
Традиційний абхазький ніж складається з наступних елементів: смуга, клинок, хвостовик, робоча (бойова частина), підйом клинка, обух, діл, заплічка, голомінь, носок (вістря), ріжуча кромка (лезо), підводи, гвинт хвостовика, аху — руків'я, акуадир («сідло»).

## Піхви
Традиційні абхазькі піхви є невід'ємною частиною абхазького ножа. Піхви бувають із заднім швом, рідше з боковим. Ніж втоплюється в піхви цілком — стирчить тільки сантиметр-два руків'я. Дістають ніж за шкіряний пелюсток, закріплений за кільце на тильнику руків'я. Відмінною особливістю є те, що вони наполовину дерев'яні, а наполовину шкіряні. Дерев'яна частина являє собою немовби одну половинку від звичайних дерев'яних піхов. Виточується з розрахунком, що буде закривати і лезо і руків'я. Потім вона обтягується шкірою, яка фіксує ручку ножа з іншого боку. Устя додатково посилене другим шаром шкіри в оборот. Конструкція поєднує в собі твердість дерев'яних піхов і витонченість шкіряних. Ніхто не хоче, оступившись у горах, проткнути бік своїм же ножем. Дерев'яна частина на пару сантиметрів виступає зі шкіряного обтягування, тому ніж і топиться по самк руків'я. Для виготовлення традиційно використовується горіх.
Обов'язковим декоративним елементом піхов є орнамент із козеки, яким прошиваються піхви. Орнамент утворюється з чергування поперечних, діагональних і перехрещених рисок. В оформленні ножа і піхов традиційно використовуються чорний, червоний та коричневий кольори.

## Застосування ножа
Абхази завжди мали при собі невеликий ніж, який міг використовуватися в побутових цілях, для забивання кіз і корів, розбирання м'яса (абхази не рубали тушу тварини, а майстерно розчленовували її по суглобах на 64 придатних до вживання «частки м'яса», кожна частка має власну назву, і їй приписується строго певний «статус» при столі гостей), виготовлення ручок для сокир, вил і кіс та інших господарських справ як вдома, так і в горах.

## Ритуальне значення
Стародавні майстри готувалися до роботи по виготовленню таких клинків, як до подвигу. Молитви, абсолютне утримання від міцних напоїв, віддалення від дружини (вона взагалі не має переступати порога кузні) і нескінченні обмивання — невід'ємні умови роботи. До кінця відковки майстер не повинен був торкатися голою рукою до металу клинка, смуга якого кожен раз після дотику старанно обсипалась золою соломи.